# Pra'
Pra'  (plutôt que Prà) est un quartier de Gênes situé à l'ouest de l'agglomération. 

## Géographie

Église sur les hauteurs de Pra'

Venant du centre, il se situe juste après Pegli et peu avant Voltri et Vesima où se termine le territoire de la commune de Gênes.
Pra' partage avec Voltri la sortie d'autoroute qui dessert le terminal pour les conteneurs, VTE.

## Toponymie
L'origine du nom remonterait à Prata vituriorum, prés ou pâtures des Viturii, nom des habitants à l'époque romaine de la zone comprise entre le torrent Polcevera et l'actuelle Arenzano. Comme il s'agit d'une élision de la fin du mot prata (prati en italien), le nom conserve l'apostrophe finale, qui n'est donc pas un accent.

## Histoire
Sur le plan administratif, Pra' était une commune autonome. Lors de la constitution de la Grande Gênes décidée sous le fascisme, en 1926, elle fut agglomérée à la commune du chef-lieu avec 18 autres communes.

## Le basilic

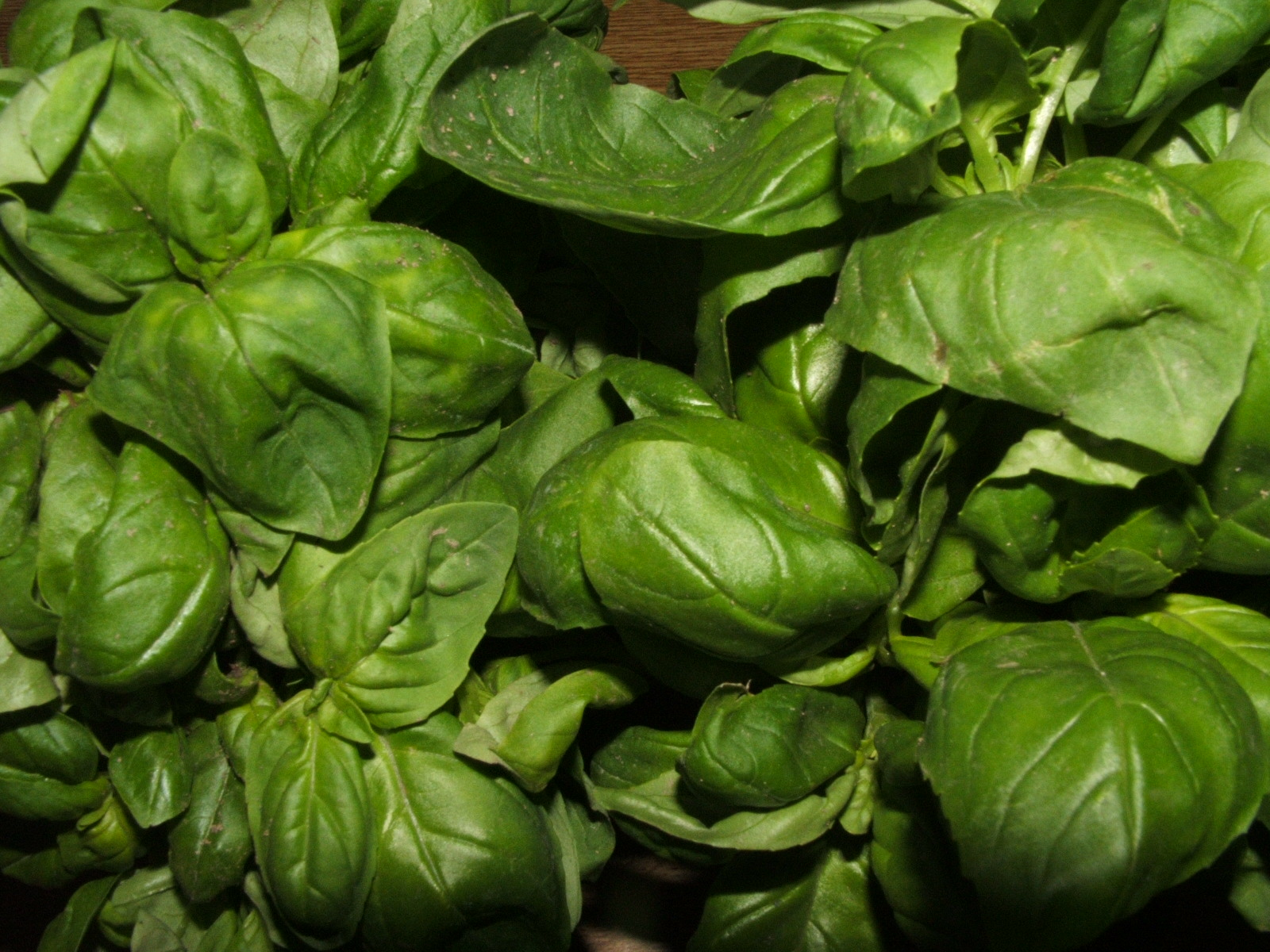
Le Basilico Genovese DOP de la meilleure qualité vient du quartier de Pra'

Coincée entre la mer et les montagnes, comme en fait tout le chef-lieu de la Ligurie, Pra' est renommé pour son basilic (DOP), cultivé depuis longtemps dans les serres sur les coteaux. 

Ce produit typique entre dans la composition du traditionnel et original pesto, condiment à base, justement, de basilic, et qui sert de sauce pour diverses sortes de pasta ou pâtes.